# Paralbunea paradoxa
Paralbunea paradoxa is een tienpotigensoort uit de familie van de Albuneidae. De wetenschappelijke naam van de soort is voor het eerst geldig gepubliceerd in 1938 door Gordon.